# Bohinjska Bela
Bohinjska Bela je naselje u slovenskoj Općini Bledu. Bohinjska Bela se nalazi u pokrajini Gorenjskoj i statističkoj regiji Gorenjskoj. 

## Stanovništvo
Prema popisu stanovništva iz 2002. godine naselje je imalo 540 stanovnika.

## Popularna kultura
Vanjske scene serije Jelenko snimane su u selu.